# Bergkronwicken-Widderchen
Das Bergkronwicken-Widderchen (Zygaena fausta) wird auch Gelbkronwicken-Rotwidderchen oder Glückswidderchen genannt und ist ein Schmetterling (Nachtfalter) aus der Familie der Widderchen (Zygaenidae).

## Merkmale
Die Falter erreichen eine Flügelspannweite von etwa 25 Millimeter. Sie haben schwarze Vorderflügel, die aber stark von roten Flecken, die gelb umrandet sind und miteinander mehr oder weniger zusammenhängen, dominiert werden. Am Thorax findet sich zum Kopf hin ein roter Kragen und meist zwei gelbe Längsstreifen. Am Hinterleib tragen die Männchen einen über drei, die Weibchen einen über zwei Segmente reichenden roten Ring.

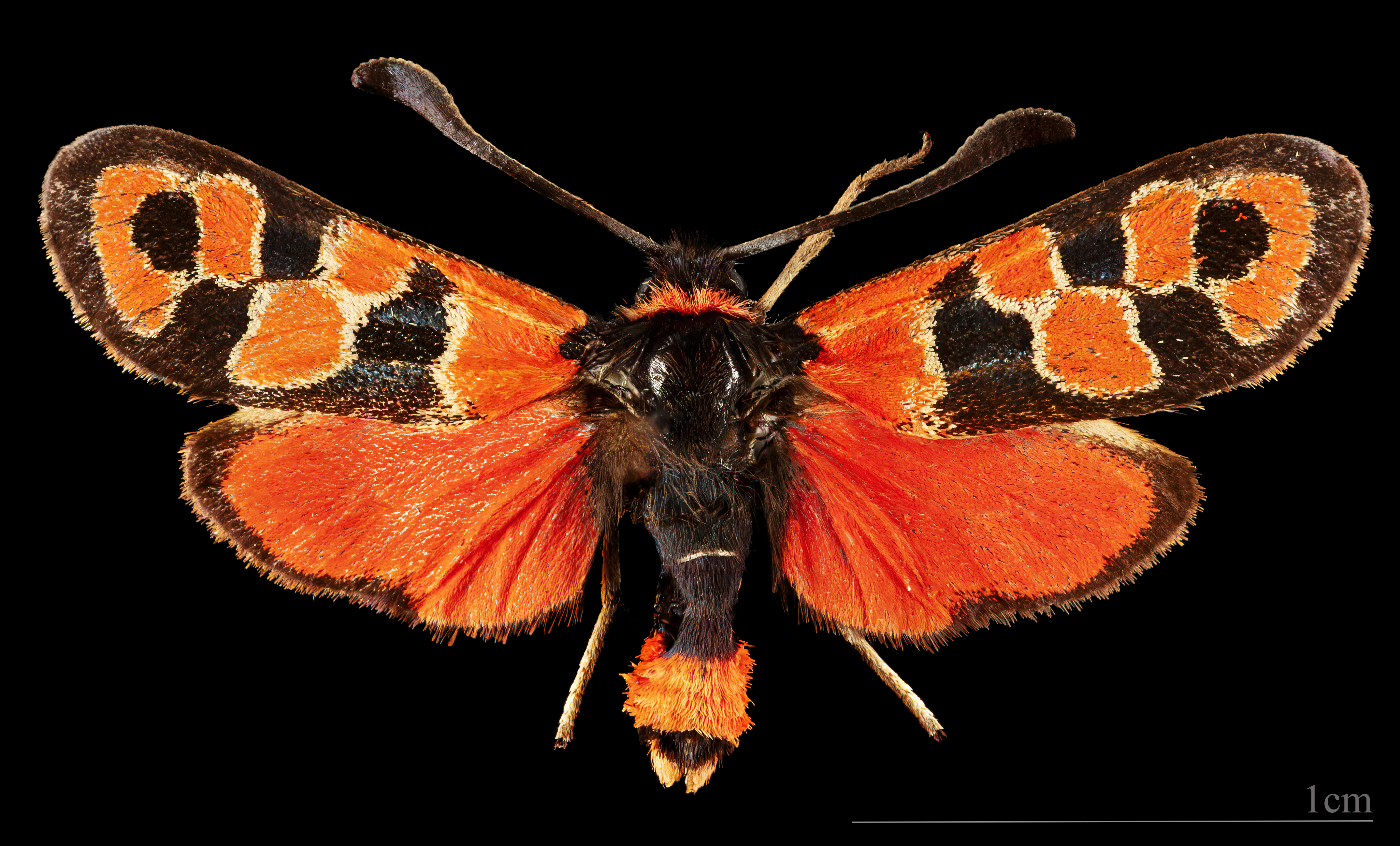
♂
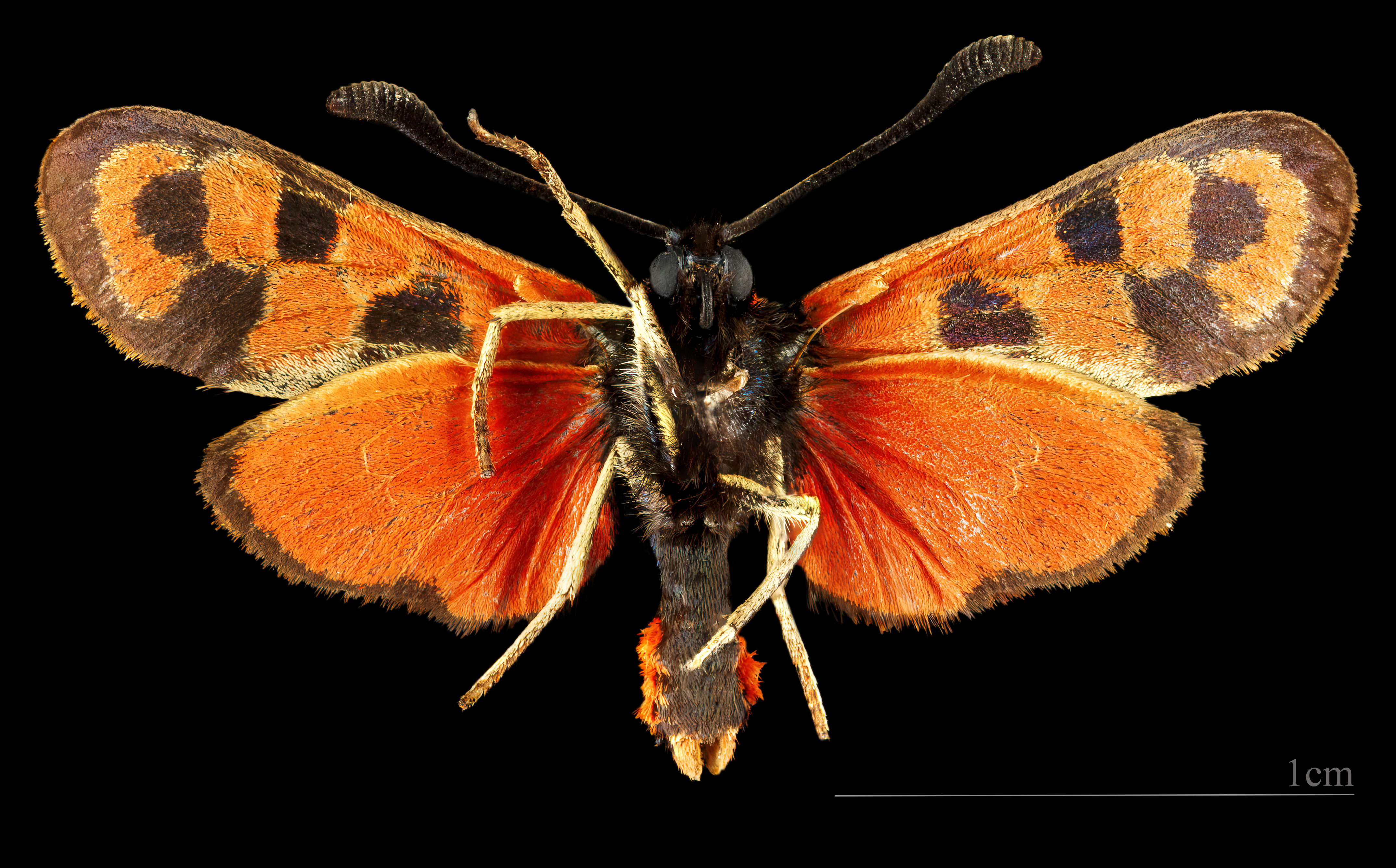
♂ △

Die Raupen werden ca. 18 Millimeter lang. Sie sind hellgrün und tragen auf den Seiten eine abwechselnd weiße und gelbe Seitenlinie. Darüber sind parallel schwarze Punkte gereiht. Das Nackenschild und der Nachschieber sind rosa.

## Vorkommen
Die Tiere kommen in Mitteleuropa nur mehr sehr selten vor und sind in ihren Bestandszahlen stark rückläufig. Man findet sie aber noch auf der Schwäbischen Alb, im Frankenjura (etwa in Neuburg an der Donau), in den Alpen und besonders auch im westlichen Mittelmeergebiet. Die Vorkommen in Bayern südlich der Donau sind mittlerweile erloschen. In Österreich wurde die Art in Vorarlberg und Tirol (Lechtal) nachgewiesen. Sie leben an warmen Waldrändern, mit kalkigen Böden und Beständen ihrer Futterpflanze und in den Alpen gerne auf mit Geröll bedeckten Lawinenhängen. An ihren Fundorten sind sie oft auf sehr kleinen Flächen in großen Stückzahlen zu finden.

## Lebensweise
Die Falter sitzen abends oft in Gruppen auf violetten und rosafarbenen Blüten, besonders auf Witwenblumen, Skabiosen und Oregano. 

### Flug- und Raupenzeiten
Das Bergkronwicken-Widderchen fliegt in einer Generation von Mitte Juli bis Mitte August. Die Raupen können ab September und nach der Überwinterung bis Juni beobachtet werden.

### Nahrung der Raupen
Die Raupen ernähren sich im außeralpinen Mitteleuropa ausschließlich von den Blättern der Berg-Kronwicke (Coronilla coronata), in Südeuropa und den Alpen fressen sie auch andere Kronwickenarten (Coronilla).

## Entwicklung
Die Weibchen legen ihre gelben Eier in kleinen Spiegeln nebeneinander auf die Ober- oder Unterseite der Blätter ihrer Futterpflanzen. Die Raupen leben gemeinschaftlich. Sie überwintern und verpuppen sich erst im nächsten Jahr am Boden in einem tönchenförmigen, glänzend weißen Kokon am Ende der Blütezeit ihrer Fraßpflanzen. Die Puppe ist graubraun und hat helle Flügelscheiden. 

## Gefährdung und Schutz
- Rote Liste BRD: 2 (stark gefährdet).[4]